# Glasner Mózes
Glasner Mózes Sámuel, Moshe Shmuel Glasner (Pozsony, 1856. február 27. – Jeruzsálem, 1924. október 19.) kolozsvári főrabbi, Glasner Akiba rabbi apja, Wald Ábrahám matematikus nagyapja.

## Életútja
Glasner Ábrahám (1825–1877) és Ehrenfeld Terézia fiaként született. Elvégezte a pozsonyi jesivát, amelynek akkori vezetője Sámuel Benjámin Szofer anyai részről nagybátyja volt. Tizenkilenc éves korában elvégezte a rabbiképzőt, és 1878-ban Kolozsvár ortodox hitközsége főrabbijává választotta. Ezt az állását 1922-ig töltötte be, amikor fia, Akiba javára lemondott, és Palesztinába költözött, ahol a héber tanítóképzőn talmudi előadásokat tartott. Már 1919-ben csatlakozott  a cionista mozgalomhoz, amelyben vezető szerepet játszott.  Művei közül legismertebb a Chulin traktátusára írott halachikus munkája: Dor revii (1922).